# 圖多 (加利福尼亞州)
圖多（英語：Tudor）是位於美國加利福尼亞州薩特縣的一個非建制地區。該地的面積和人口皆未知。

## 地理
圖多的座標為39°00′18″N 121°37′25″W / 39.00500°N 121.62361°W，而該地的平均海拔高度為13米（即43英尺）。